# Hongarije op de Olympische Zomerspelen 1928
Hongarije nam deel aan de Olympische Zomerspelen 1928 in Amsterdam, Nederland. Er werden negen medailles gewonnen.

## Medailleoverzicht
| Sport     | Olympiër                                                                                            | Discipline          | Medaille |
| --------- | --------------------------------------------------------------------------------------------------- | ------------------- | -------- |
| Boksen    | Antal Kocsis                                                                                        | -50,8kg (m)         | Goud     |
| Schermen  | Ödön Vitéz Tersztyánszky                                                                            | sabel (m)           | Goud     |
| Schermen  | János Garay Gyula Glykais Sándor Gombos Attila Petschauer József Rády Ödön Tersztyánszky            | sabel team (m)      | Goud     |
| Worstelen | Lajos Keresztes                                                                                     | -67,5kg (m)         | Goud     |
| Atletiek  | Béla Szepes                                                                                         | speerwerpen (m)     | Zilver   |
| Schermen  | Attila Petschauer                                                                                   | sabel (m)           | Zilver   |
| Waterpolo | István Barta Olivér Halassy Márton Homonnai Sándor Ivády Alajos Keserű Ferenc Keserű József Vértesy | mannen              | Zilver   |
| Worstelen | László Papp                                                                                         | -75kg (m)           | Zilver   |
| Zwemmen   | István Bárány                                                                                       | 100m vrije slag (m) | Zilver   |

## Deelnemers en resultaten

### Atletiek
| Olympiër                                             | Discipline               | Resultaat    | Prestatie                                                             |
| ---------------------------------------------------- | ------------------------ | ------------ | --------------------------------------------------------------------- |
| Ferenc Gerő                                          | 100m (m)                 | kwartfinale  | serie 4: 1ste in 10,8 kwartfinale 1: 3de                              |
| Sándor Hajdú                                         | 100m (m)                 | DNS          | serie 7: niet gestart                                                 |
| János Paizs                                          | 100m (m)                 | series       | serie 9: 3de                                                          |
| István Raggambi                                      | 100m (m)                 | kwartfinale  | serie 11: 1ste in 11,0 kwartfinale 2: 4de                             |
| Ferenc Gerő                                          | 200m (m)                 | series       | serie 8: 3de                                                          |
| László Barsi                                         | 400m (m)                 | 7e           | serie 10: 1ste in 55,6 kwartfinale 6: 2de halve finale 1: 4de in 49,2 |
| Mór Gerő                                             | 400m (m)                 | series       | serie 14: 4de                                                         |
| László Magdics                                       | 400m (m)                 | series       | serie 13: 3de                                                         |
| Jenő Szalay                                          | 400m (m)                 | series       | serie 6: 4de                                                          |
| László Barsi                                         | 800m (m)                 | halve finale | serie 7: 2de in 1.59,0 halve finale 1: 4de in 1.56,2                  |
| Gyula Belloni                                        | 1500m (m)                | DNF          | serie 2: niet gefinisht                                               |
| József Marton                                        | 1500m (m)                | series       | serie 1: 3de                                                          |
| Ferenc Gerő János Paizs István Sugár István Raggambi | 4x100m (m)               | DSQ          | serie 3: gediskwalificeerd                                            |
| Mór Gerő László Magdics László Barsi Antal Odri      | 4x400m (m)               | series       | serie 1: 3de in 3.23,2                                                |
| József Galambos                                      | marathon (m)             | 49e          | 3:04.58                                                               |
| Lajos Balogh                                         | verspringen (m)          | 23e          | kwalificatie groep C: 6de met 6,79m                                   |
| Imre Fekete                                          | verspringen (m)          | 24e          | kwalificatie groep B: 5de met 6,77m                                   |
| Tibor Püspöki                                        | verspringen (m)          | 36e          | kwalificatie groep A: 10de met 6,45m                                  |
| Imre Fekete                                          | hink-stap-springen (m)   | 14e          | kwalificatie groep B: 8ste met 14,07m                                 |
| Ferenc Molnár                                        | hink-stap-springen (m)   | 22e          | kwalificatie groep A: 12de met 13,36m                                 |
| Kornél Késmárki                                      | hoogspringen (m)         | 11e          | kwalificatie groep A: 1ste met 1,83m finale: 11de met 1,84m           |
| Ferenc Orbán                                         | hoogspringen (m)         | 19e          | kwalificatie groep D: 5de met 1,77m                                   |
| János Karlovits                                      | polsstokhoogspringen (m) | 8e           | kwalificatie groep A: 1ste met 3,66m finale: 8ste met 3,80m           |
| József Darányi                                       | kogelstoten (m)          | 11e          | kwalificatie groep B: 4de met 14,35m                                  |
| István Donogán                                       | discuswerpen (m)         | 17e          | kwalificatie groep A: 4de met 41,78m                                  |
| Kálmán Egri                                          | discuswerpen (m)         | 16e          | kwalificatie groep C: 5de met 41,89m                                  |
| Kálmán Marvalits                                     | discuswerpen (m)         | 21e          | kwalificatie groep D: 6de met 41,17m                                  |
| János Karlovits                                      | speerwerpen (m)          | Zilver       | kwalificatie groep B: 1ste met 65,26m finale: 2de met 65,26m          |
| Mátyás Farkas                                        | speerwerpen (m)          | 21e          | 5180 punten                                                           |
|                                                      |                          |              |                                                                       |
| Erzsébet Ruda                                        | discuswerpen (v)         | 16e          | kwalificatie groep B: 6de met 29,65m                                  |

### Boksen
| Olympiër            | Discipline  | Resultaat | Prestatie |
| ------------------- | ----------- | --------- | --- |
| Antal Kocsis        | -50,8kg (m) | Goud      | 1ste ronde: vrij 2de ronde: W van ESP Villanova: punten kwartfinale: W van GER Ausböck: punten halve finale: W van ITA Cavagnoli: punten finale: W van FRA Apell: punten |
| János Széles        | -53,5kg (m) | 5e        | 1ste ronde: vrij 2de ronde: W van SWE Mellström: punten kwartfinale: V van USA Daley: punten                                                                             |
| Miklós Gelbai       | -57,2kg (m) | 9e        | 1ste ronde: vrij 2de ronde: V van GBR Perry: punten |
| Sándor Szobolevszky | -61,2kg (m) | 17e       | 1ste ronde: V van POL Majchrzycki: punten |

### Moderne vijfkamp
| Olympiër        | Discipline  | Resultaat | Prestatie  |
| --------------- | ----------- | --------- | ---------- |
| Tivadar Filótás | individueel | 23e       | 107 punten |

### Paardensport
| Olympiër                                                          | Discipline  | Resultaat | Prestatie      |
| Eventing                                                          | Eventing    | Eventing  | Eventing       |
| ----------------------------------------------------------------- | ----------- | --------- | -------------- |
| Binder Ottó                                                       | individueel | DNF       | niet gefinisht |
| von Adda Alfréd                                                   | individueel | 15e       | 1845,18 punten |
| Cseh von Szent-Katolna Kálmán                                     | individueel | DNF       | niet gefinisht |
| Binder Ottó von Adda Alfréd Cseh von Szent-Katolna Kálmán         | team        | 11e       | 1845,18 punten |
| Springconcours                                                    |             |           |                |
| von Kánya Antal                                                   | individueel | 39e       | 20 strafpunten |
| von Malanotti Lajos                                               | individueel | 31e       | 12 strafpunten |
| Cseh von Szent-Katolna Kálmán                                     | individueel | 43e       | 30 strafpunten |
| von Kánya Antal von Malanotti Lajos Cseh von Szent-Katolna Kálmán | team        | 13e       | 62 strafpunten |

### Roeien
| Olympiër                                               | Discipline   | Resultaat | Prestatie                                                                            |
| ------------------------------------------------------ | ------------ | --------- | ------------------------------------------------------------------------------------ |
| Binder Ottó                                            | skiff (m)    | 9e        | serie 5: 1ste in 8.03,2 2de ronde serie 1: 2de in 8.33,8 herkansingen: 2de in 7.42,4 |
| Sándor Hautzinger Zoltán Török László Bartók Béla Blum | vier-met (m) | 6e        | serie 2: 1ste in 7.49,2 2de ronde serie 1: 2de in 8.03,4 herkansingen: 2de in 7.00,4 |

### Schermen
| Olympiër                                                                                                   | Discipline      | Resultaat | Prestatie |
| --- | --------------- | --------- | --- |
| János Hajdú                                                                                                | degen (m)       | 26e       | 1ste ronde groep B: 5de met 5 overwinningen kwartfinale C: 10de met 3 overwinningen                                        |
| Ottó Hátszeghy                                                                                             | degen (m)       | 41e       | 1ste ronde groep A: 7de met 3 overwinningen                                                                                |
| József Rády                                                                                                | degen (m)       | 16e       | 1ste ronde groep C: 5de met 4 overwinningen kwartfinale B: 6de met 6 overwinningen halve finale A: 9de met 2 overwinningen |
| József Rády János Hajdú Albert Bógathy György Piller-Jekelfalussy Ottó Hátszeghy                           | degen team (m)  | 15e       | 1ste ronde groep F: 3de met 0 overwinningen                                                                                |
| Gusztáv Kálniczky                                                                                          | floret (m)      | 40e       | 1ste ronde groep B: 5de met 1 overwinning                                                                                  |
| György Rozgonyi                                                                                            | floret (m)      | 10e       | 1ste ronde groep F: 1ste met 5 overwinningen halve finale B: 3de met 5 overwinningen finale: 10de met 3 overwinningen      |
| Zoltán Schenker                                                                                            | floret (m)      | 19e       | 1ste ronde groep A: 2de met 4 overwinningen halve finale A: 6de met 1 overwinning                                          |
| Ödön von Tersztyánszky György Rozgonyi György Piller-Jekelfalussy József Rády Gusztáv Kálniczky Péter Tóth | floret team (m) | 5e        | 1ste ronde groep C: 2de met 0 overwinningen kwartfinale C: 2de met 1 overwinning halve finale B: 3de met 0 overwinningen   |
| Sándor Gombos                                                                                              | sabel (m)       | 5e        | 1ste ronde groep F: 1ste met 5 overwinningen halve finale C: 3de met 4 overwinningen finale: 5de met 9 overwinningen       |
| Attila Petschauer                                                                                          | sabel (m)       | Zilver    | 1ste ronde groep C: 1ste met 5 overwinningen halve finale B: 1ste met 6 overwinningen finale: 2de met 9 overwinningen      |
| Ödön von Tersztyánszky                                                                                     | sabel (m)       | Goud      | 1ste ronde groep H: 2de met 5 overwinningen halve finale A: 2de met 5 overwinningen finale: 1ste met 9 overwinningen       |
| Ödön von Tersztyánszky János Garay Attila Petschauer József Rády Sándor Gombos Gyula Glykais               | sabel team (m)  | Goud      | 1ste ronde groep B: 1ste met 2 overwinningen halve finale B: 1ste met 2 overwinningen finale: 1ste met 2 overwinningen     |
| |                 |           | |
| Erna Bogen-Bogáti                                                                                          | floret (v)      | 15e       | 1ste ronde groep C: 4de met 4 overwinningen halve finale B: 8ste met 1 overwinning                                         |
| Margit Danÿ                                                                                                | floret (v)      | 6e        | 1ste ronde groep B: 2de met 5 overwinningen halve finale B: 2de met 5 overwinningen finale: 6de met 2 overwinningen        |
| Gizella Tary                                                                                               | floret (v)      | 9e        | 1ste ronde groep D: 4de met 2 overwinningen halve finale A: 5de met 3 overwinningen                                        |

### Turnen
| Olympiër | Discipline               | Resultaat | Prestatie      |
| --- | ------------------------ | --------- | -------------- |
| Imre Erdődy | individuele meerkamp (m) | DNF       | niet gefinisht |
| Rezső Kende | individuele meerkamp (m) | 57e       | 197,25 punten  |
| Gyula Kunszt | individuele meerkamp (m) | 78e       | 162,125 punten |
| Elemér Pászti | individuele meerkamp (m) | 84e       | 157,25 punten  |
| István Pelle | individuele meerkamp (m) | 21e       | 232,500 punten |
| Miklós Péter | individuele meerkamp (m) | 69e       | 173,625 punten |
| József Szalai | individuele meerkamp (m) | 67e       | 178,875 punten |
| Géza Tóth | individuele meerkamp (m) | 73e       | 167,125 punten |
| István Pelle Rezső Kende József Szalai Miklós Péter Gyula Kunszt Géza Tóth Elemér Pászti Imre Erdődy                                                           | meerkamp team (m)        | 10e       | 1344,75 punten |
| |                          |           |                |
| Valéria Frantz-Herpich Mária Hámos Aranka Hennyei I. Hennyei Anna Kael Margit Kövessi Margit Pályi E. Ruda Irén Rudas Aranka Szeiler Ilona Szöllõsi Judit Tóth | meerkamp team (v)        | 4e        | 256,50 punten  |

### Waterpolo
| Olympiër                                                                                            | Discipline | Resultaat | Prestatie |
| --------------------------------------------------------------------------------------------------- | ---------- | --------- | --- |
| István Barta Olivér Halassy Márton Homonnai Sándor Ivády Alajos Keserű Ferenc Keserű József Vértesy | mannen     | Zilver    | 1ste ronde: W van Argentinië: 14-0 kwartfinale: W van Verenigde Staten: 5-0 halve finale: W van Frankrijk: 5-3 finale: V van Duitsland: 2-5 |

### Worstelen
| Olympiër        | Discipline     | Resultaat      | Prestatie |
| Grieks-Romeins  | Grieks-Romeins | Grieks-Romeins | Grieks-Romeins |
| --------------- | -------------- | -------------- | --- |
| Ödön Zombori    | -58kg (m)      | 5e             | 1ste ronde: W van GRE Zervinis 2de ronde: W van NOR Martinsen 3de ronde: vrij 4de ronde: W van FIN Ahlfors 5de ronde: V van ITA Gozzi                                                                      |
| Károly Kárpáti  | -62kg (m)      | 4e             | 1ste ronde: W van EGY Kamel 2de ronde: W van AUT Schlanger 3de ronde: W van TCH Kratochvíl 4de ronde: V van EST Väli 5de ronde: W van ITA Quaglia                                                          |
| Lajos Keresztes | -67,5kg (m)    | Goud           | 1ste ronde: W van LUX Dumont 2de ronde: W van NOR Pedersen 3de ronde: W van NED Massop 4de ronde: W van FIN Westerlund 5de ronde: W van TCH Vávra 6de ronde: W van TUR Yalaz 7de ronde: W van GER Sperling |
| László Papp     | -75kg (m)      | Zilver         | 1ste ronde: W van TCH Hala 2de ronde: W van FRA Poilvé 3de ronde: W van BEL Saenen 4de ronde: W van ITA Bonassin 5de ronde: V van FIN Kokkinen 6de ronde: W van EST Kusnets                                |
| Imre Szalay     | -82,5kg (m)    | 6e             | 1ste ronde: W van LAT Pētersons 2de ronde: W van TCH Vávra 3de ronde: V van FRA Clody 4de ronde: V van FIN Pellinen                                                                                        |
| Rajmund Badó    | +82,5kg (m)    | 6e             | 1ste ronde: W van EGY Sobh 2de ronde: V van FIN Nyström 3de ronde: W van LAT Zvejnieks 4de ronde: V van AUT Wiesberger Sr.                                                                                 |

### Zeilen
| Olympiër                                                                               | Discipline   | Resultaat | Prestatie |
| -------------------------------------------------------------------------------------- | ------------ | --------- | --------- |
| Raul Uhl                                                                               | 12 voets jol | 11e       | 24 punten |
| János Mihálkovics Sándor Burger Tibor Heinrich von Omorovicza Sándor Sebők Miklós Tuss | 6m klasse    | 11e       |           |

### Zwemmen
| Olympiër                                             | Discipline            | Resultaat | Prestatie                                                                 |
| ---------------------------------------------------- | --------------------- | --------- | ------------------------------------------------------------------------- |
| István Bárány                                        | 100m vrije slag (m)   | 9e        | serie 7: 1ste in 1.01,2 halve finale 3: 2de in 1.00,8                     |
| Antal Gáborfi                                        | 100m vrije slag (m)   | 10e       | serie 4: 1ste in 1.04,0 halve finale 1: 4de in 1.04,8                     |
| Rezső Wanié                                          | 100m vrije slag (m)   | Zilver    | serie 2: 1ste in 1.03,4 halve finale 2: 3de in 1.03,8 finale: 2de in 59,8 |
| Géza Szigritz                                        | 400m vrije slag (m)   | series    | serie 2: 4de in 5.41,0                                                    |
| Rezső Wanié                                          | 400m vrije slag (m)   | series    | serie 4: 4de in 5.35,2                                                    |
| Aladár Bitskey                                       | 100m rugslag (m)      | series    | serie 2: 3de in 1.15,6                                                    |
| András Wanié Rezső Wanié Géza Szigritz István Bárány | 4x200m vrije slag (m) | 4e        | serie 3: 1ste in 9.46,6 finale: 4de in 9.57,0                             |
|                                                      |                       |           |                                                                           |
| Margit Sipos                                         | 100m vrije slag (v)   | series    | serie 4: 3de in 1.18,8                                                    |
| Sarolta Stieber                                      | 100m vrije slag (v)   | DNF       | serie 5: 2de in 1.22,2 halve finale 1: niet gefinisht                     |

Argentinië · Australië · België · Brits-Indië · Bulgarije · Canada · Chili · Cuba · Denemarken · Duitsland · Egypte · Estland · Filipijnen · Finland · Frankrijk · Griekenland · Groot-Brittannië · Haïti · Hongarije · Ierland · Italië · Japan · Joegoslavië · Letland · Litouwen · Luxemburg · Malta · Mexico · Monaco · Nederland · Nieuw-Zeeland · Noorwegen · Oostenrijk · Panama · Polen · Portugal · Roemenië · Spanje · Tsjecho-Slowakije · Turkije · Uruguay · Verenigde Staten · Zuid-Afrika · Zuid-Rhodesië · Zweden · Zwitserland